# Palazzo della Questura (Firenze)
Il Palazzo della Questura di Firenze si trova in via Zara 2, nel complesso dell'ex Ospedale Bonifacio. Le soluzioni volumetriche e distributive adottate e il rigore stilistico delle linee architettoniche, dettato anche dalla natura militare dell'opera, fanno di quest'edificio un esempio di architettura razionale degli anni Trenta in Italia.

## Storia
Nel 1928 l'Amministrazione Provinciale acquistò il Palazzo dell'Ospedale di Bonifacio che, restaurato e ampliato, venne destinato a ospitare alcuni importanti uffici della Provincia tra i quali il Provveditorato agli studi, l'Ufficio tecnico del catasto e il Comando generale dell'ottava zona.
Tra il 1933 e il 1934 l'architetto Falchetti elaborò per conto della stessa Amministrazione un progetto per la nuova sede del Regio liceo scientifico che avrebbe dovuto sorgere nell'area liberata dalla demolizione della preesistente clinica oculistica posta a tergo del palazzo Bonifacio. Ma il progetto, già approvato, non trovò attuazione per problemi di natura finanziaria.
Nel febbraio 1939 i locali dell'Ospedale Bonifacio vennero liberati dagli uffici della Provincia per accogliere la nuova sede della Questura fino ad allora sita in via Santa Reparata, angolo via di Camporeggi. Inoltre, nella vasta area di proprietà della Provincia, già destinata alla costruzione del liceo scientifico, venne costruito un nuovo edificio per riunire in un'unica sede tutti gli uffici della Regia questura centrale.
I lavori, iniziati il 13 febbraio 1939 su progetto dell'architetto Raffaello Brizzi e sotto la direzione tecnica dell'ingegnere Giovanni Mass, vennero completati tra il 1945 e il 1946, per una spesa totale di 6 milioni di lire.
La vicenda costruttiva fu seguita nelle sue varie fasi dalla stampa quotidiana locale e nel 1940, a lavori quasi ultimati, l'opera venne presentata a livello nazionale con un articolo illustrativo del progetto pubblicato sul numero di luglio della rivista specializzata Architettura.

## Architettura

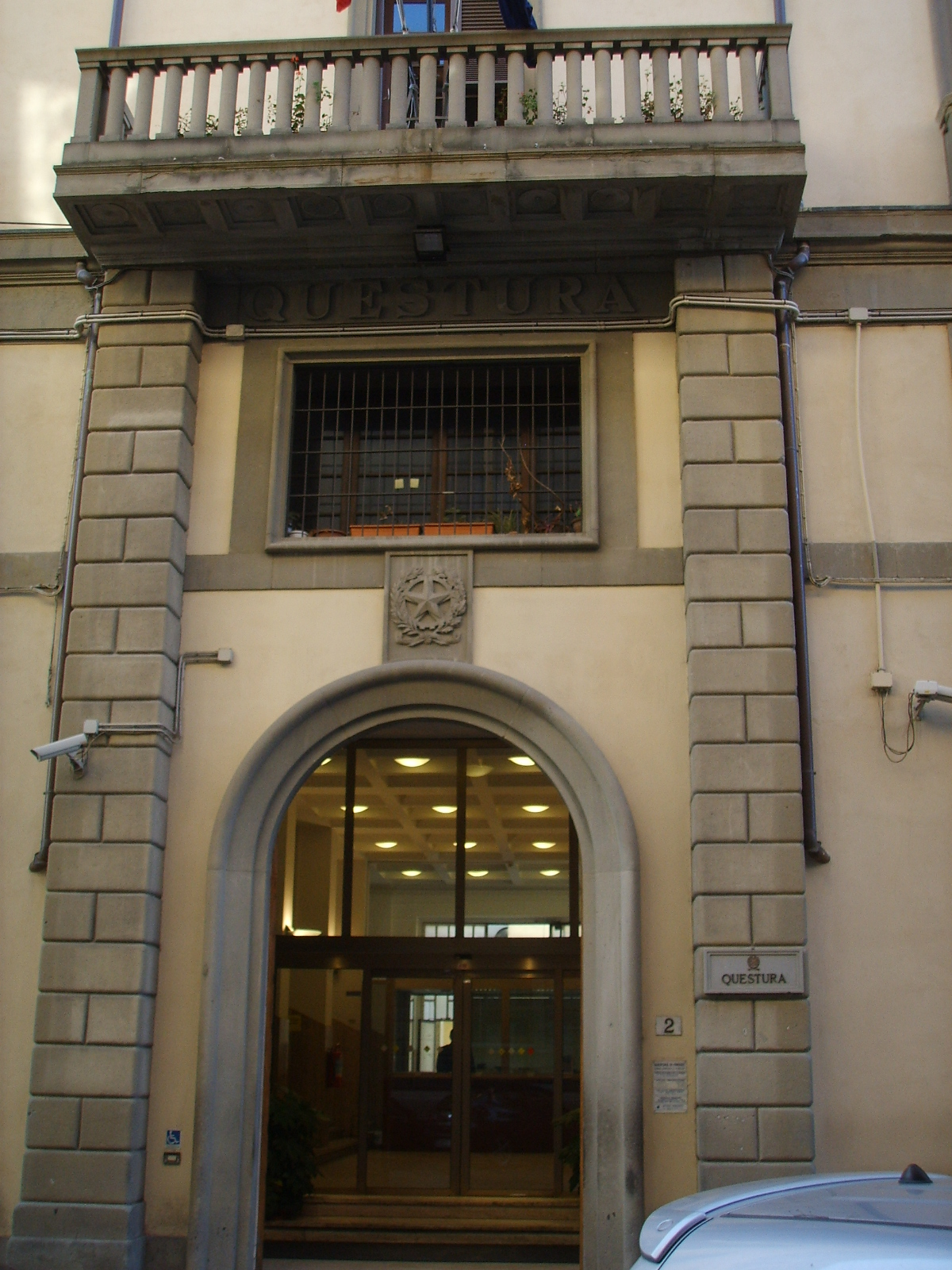
Ingresso principale

L'edificio copre una superficie di 2.745 m2 per un volume di 36.000&bnsp;m3. Esso s'innestò al preesistente Ospedale di Bonifacio Lupi di via San Gallo, completando il lotto delimitato dalle vie Zara, Duca d'Aosta e Bonifacio Lupi.
Si compone di 4 piani, oltre ad un piano attico ed uno seminterrato. I vari piani sono collegati mediante tre vani scala tra i quali uno scalone in travertino posto in posizione decentrata verso via Bonifacio Lupi. Il piano seminterrato accoglie archivi di deposito, magazzini, rifugi antiaerei e servizi accessori mentre ai piani superiori trovano sede gli uffici.
La costruzione è inserita in un tessuto urbanistico caratterizzato da un tracciato viario ottocentesco a maglie quadrangolari e da un contesto architettonico storicizzato costituito prevalentemente da palazzi signorili di inizio secolo. 
In rapporto agli edifici circostanti, il palazzo della Questura si contraddistingue per la linearità e semplicità delle soluzioni architettoniche, scevre da arricchimenti decorativi di superficie. Gli elementi di finitura evidenziano parti essenziali della struttura conferendo all'insieme un'immagine sobria e rigorosa.
L'edificio presenta un impianto planimetrico a "U" che, innestandosi al corpo fabbrica dell'Ospedale Bonifacio, definisce con esso un'ampia corte interna alla quale si accede oltre che dall'ingresso principale anche dai due ingressi carrabili che si aprono nelle due ali laterali del fabbricato.
La costruzione, realizzata con struttura in cemento armato e tamponamenti in pietrame e laterizio, si caratterizza per un trattamento a intonaco delle superfici esterne sulle quali spiccano elementi di finitura in calcestruzzo armato e pietra serena: cornici a porte e finestre, specchiature sotto le finestre del piano terra, ricorsi orizzontali a sottolineare linee di piano, balaustre alle porte finestre del secondo piano. Finestre in serie, differenziate da piano a piano, generano un ritmo uniforme sull'intero involucro; la monotonia delle facciate è interrotta solo dall'ingresso principale su via Zara sormontato da un balcone balaustrato e inquadrato da due pilastri trattati a finto bugnato.